# Benediktinci
Benediktinski red je najstariji crkveni (monaški) red na Zapadu. Utemeljio ga je Sveti Benedikt iz Nursije (480. – 543.) oko 529. godine u Montecassinu pod geslom Moli i radi (lat. Ora et labora). Sveci, blaženici i sluge božje iz njihovih redova: sv. Benedikt, sv. Skolastika, Sveti Ivan Trogirski. 
Benediktinci nisu pridonijeli samo vjeri, nego i ekonomiji i obrazovanju. Otvorili su puno učilišta. Ponekad se razdoblje od 6. – 16. stoljeća zove i "benediktinska stoljeća".
Godine 2020. red je u svijetu brojio 6802 redovnika, od kojih su 3419 bili svećenici.

## Benediktinci u Hrvatskoj
Već po doseljenju Hrvata u novu domovinu oni dolaze u dodir s benediktincima. Benediktinac opat Martin dolazi u naše krajeve da tu skuplja moći kršćanskih mučenika. Ubrzo nakon njega dolaze i drugi benediktinci i na ovim prostorima počinju osnivati svoje samostane, kako u primorskom tako i u kontinentalnom dijelu današnje Hrvatske. Kao ljudi pismenosti i kulture uživali su ovi monasi i njihovi samostani velik ugled kod hrvatskih knezova i kraljeva. I tijekom cijele naše povijesti oni su odigrali vrlo važnu ulogu u odgajanju naroda na vjerskom i kulturnom polju (poznata "Bašćanska ploča" iz samostana sv. Lucije kod Baške na Krku). No zbog raznih razloga mnogi su njihovi samostani s vremenom bili napušteni, a konačni udarac zadala im je Napoleonova okupacija hrvatskih krajeva kada su svi samostani zatvoreni, a benediktinci protjerani. Danas je jedini aktivni samostan u Hrvatskoj Benediktinski samostan Sv. Kuzme i Damjana na otoku Pašmanu.

## Benediktinke u Hrvatskoj
Samostani sestara benediktinki nalaze se u sljedećim otocima i gradovima: Krk, Cres, Rab, Pag, Zadar, Trogir, Šibenik, Hvar.
U Hrvata se benediktinci javljaju i u Bačkoj na području Subotičke biskupije. Postojale su opatije kod Monoštora, Gornjeg i Donjeg Adorjana, Martonoša, Derži (vjeruje se da je to kod Bača) i Senti.

## Samostani
Danas u Hrvatskoj postoji samo jedan samostan benediktinaca - Samostan sv. Kuzme i Damjana ili Ćokovac na otoku Pašmanu, blizu mjesta Tkona. Dubrovačka biskupija u novije vrijeme želi obnoviti benediktinski monaški život u drevnom samostanu Sv. Marije na otočiću Velikog jezera na Mljetu. 
U Mađarskoj je poznat samostan u Pannonhalmi, kojeg se na latinskom zvalo "Sveta gora Mađarske".
Nekada su u Hrvatskoj bili i samostani u Osoru (sv. Petra), Splitu (sv. Marije) i na otočiću Košljunu (Navještenja Marijina) u Puntarskoj dragi. Jedan od prvih samostana bio je benediktinski samostan sv. Grgura u Vrani, kojeg je vjerojatno osnovao kralj Zvonimir u 11. stoljeću. Prilikom svoje krunidbe, Zvonimir ga daruje papi Grguru VII. Prema narodnoj predaji, vranske benediktince pomorila je kuga te je papa samostan u 12. stoljeću darovao templarima.
Benediktinci su u Hrvatskoj bili nazočni i na najizoliranijim mjestima. Tako se benediktinski samostan nalazio na južnom vrhu otoka Svetca.

## Poznati benediktinci

### Sveci i blaženici
- sv. Bonifacije (680. – 755.)
- sv. Willibrord (658. – 739.), biskup
- sv. Rupert Salzburški (660. – 710.)
- Papa Gregur VII. (1020. – 1085., vladao: 1073. – 1085.)
- Papa Viktor III. (1026. – 1087., vladao: 1086. – 1087.)
- Papa Celestin V. (1215. – 1296., vladao: 1294.)
- Papa Urban V. (1310. – 1370., vladao: 1362. – 1370.)
- Papa Pio VII. (1742. – 1823, vladao: 1800. – 1823.); Sluga Božji

### Pape
- Papa Silvestar II. (946. – 1003, vladao: 999. – 1003.)
- Papa Paškal II. (umro 1118., vladao: 1099. – 1118.)
- Papa Gelazije II. (umro 1119., vladao: 1118. – 1119.)
- Papa Klement VI. (1291 – 1352., vladao: 1342. – 1352.)
- Papa Grgur XVI. (1765 – 1846., vladao: 1831. – 1846.)

## Vanjske poveznice
- Benediktinke u Hrvatskoj
- Benediktinska zajednica samostana Ćokovac
- Confoederatio Benedictina Ordinis Sancti Benedicti Konfederacija Benediktinskog reda